# Live from the Artists Den (album Soundgarden)
Live from the Artists Den – album koncertowy amerykańskiego zespołu muzycznego Soundgarden, opublikowany 26 lipca 2019 nakładem Universal i UMe. Jest on zapisem występu, jaki grupa dała 17 lutego 2013 w Wiltern Theatre w Los Angeles w ramach amerykańskiej serii Live from the Artists Den, prezentującej koncerty artystów muzycznych w kameralnych sceneriach.  Album został wydany w kilku wersjach, w tym na CD i kolorowych winylach oraz w limitowanych edycjach, zawierających dodatkowo m.in. wywiady z członkami zespołu.

## Lista utworów
| Nr  | Tytuł utworu                | Autorzy                                    | Długość |
| --- | --------------------------- | ------------------------------------------ | ------- |
| 1.  | „Incessant Mace”            | Chris Cornell • Kim Thayil                 |         |
| 2.  | „My Wave”                   | Cornell • Thayil                           |         |
| 3.  | „Been Away Too Long”        | Cornell • Ben Shepherd                     |         |
| 4.  | „Worse Dreams”              | Cornell                                    |         |
| 5.  | „Jesus Christ Pose”         | Cornell • Thayil • Shepherd • Matt Cameron |         |
| 6.  | „Flower”                    | Cornell • Thayil                           |         |
| 7.  | „Taree”                     | Cornell • Shepherd                         |         |
| 8.  | „Spoonman”                  | Cornell                                    |         |
| 9.  | „By Crooked Steps”          | Cornell • Thayil • Shepherd • Cameron      |         |
| 10. | „Blind Dogs”                | Cornell • Thayil                           |         |
| 11. | „Rowing”                    | Cornell • Shepherd                         |         |
| 12. | „Non-State Actor”           | Thayil • Shepherd                          |         |
| 13. | „Drawing Flies”             | Thayil • Cameron                           |         |
| 14. | „Hunted Down”               | Cornell • Thayil                           |         |
| 15. | „Black Saturday”            | Cornell                                    |         |
| 16. | „Bones of Birds”            | Cornell                                    |         |
| 17. | „Blow Up the Outside World” | Cornell                                    |         |
| 18. | „Fell on Black Days”        | Cornell                                    |         |
| 19. | „Burden in My Hand”         | Cornell                                    |         |
| 20. | „A Thousand Days Before”    | Cornell • Thayil                           |         |
| 21. | „Blood on the Valley Floor” | Cornell • Thayil                           |         |
| 22. | „Rusty Cage”                | Cornell                                    |         |
| 23. | „New Damage”                | Cornell • Thayil • Cameron                 |         |
| 24. | „4th of July”               | Cornell                                    |         |
| 25. | „Outshined”                 | Cornell                                    |         |
| 26. | „Black Hole Sun”            | Cornell                                    |         |
| 27. | „Ty Cobb”                   | Cornell                                    |         |
| 28. | „Slaves & Bulldozers”       | Cornell • Shepherd                         |         |
| 29. | „Feedbacchanal”             |                                            |         |

## Personel
Opracowano na podstawie materiału źródłowego:
|  | Soundgarden - Chris Cornell – śpiew, gitara rytmiczna - Kim Thayil – gitara prowadząca - Ben Shepherd – gitara basowa, wokal wspierający - Matt Cameron – perkusja, wokal wspierający | Produkcja - Producent wykonawczy: Mark Lieberman - Miksowanie: Joe Barresi - Menadżer produkcji: Devon Wambold, Torre Catalano, Alex Sale, Michele Horie Oprawa graficzna - Dyrektor artystyczny: Josh Graham - Design: Mark Dancey - Zdjęcia: Colin Young-Wolff, Steven Dewall Management - Zarządzanie: Chris Nary, Ron Laffitte |

## Pozycje na listach
| Lista (2019)                      | Pozycja |
| --------------------------------- | ------- |
| Alben Top 100 (Szwajcaria)        | 32      |
| Spain Albums Top 100 (Hiszpania)  | 78      |
| Top 100 Album Charts (Niemcy)     | 39      |
| Ultratop 200 Albums (Fl) (Belgia) | 87      |
| Ultratop 200 Albums (Wa) (Belgia) | 77      |